# خرگوش جهنده تهوآنتپک
خرگوش جهنده تهوانتپک (نام علمی: Lepus flavigularis) یک خرگوش جهنده بومی مکزیک است.
خرگوش جهنده تهوآنتپک یک گونه بومی نادر در اوآخاکا، مکزیک است و تنها در امتداد ساوانا و تپه‌های شنی در سواحل یک تالاب آب نمک متصل به خلیج تهوآنتپک در منطقه Istmo de Tehuantepec یافت می‌شود. سه جمعیت کوچک جدا از یکدیگر باقی مانده‌اند.